# Assinie-Mafia
Assinie Mafia este o comună din departamentul Adiaké, regiunea Sud-Comoé, Coasta de Fildeș.